# Tweede Kamerverkiezingen 1989/Kandidatenlijst/SGP
Dit is de kandidatenlijst voor de Tweede Kamerverkiezingen 1989 van de SGP. De partij had een lijstverbinding met het GPV en de RPF.

## De lijst
- vet: verkozen
- schuin: voorkeurdrempel overschreden

1. Bas van der Vlies - 156.668 stemmen
2. Cor van Dis - 1.601
3. Koos van den Berg - 1.096
4. Bert Scholten - 1.919
5. Gerrit Holdijk - 549
6. P.H.D. van Ree - 246
7. Gert van den Berg - 380
8. Driekus Barendregt - 202
9. G. Boonzaaijer - 100
10. J.H. Wolterink - 160
11. C.S.L. Janse - 54
12. L. Bolier - 111
13. J. Dankers - 172
14. Leen van der Waal - 220
15. S. de Jong - 345
16. W.Chr. Hovius - 424
17. Wisse Bron - 96
18. W. Pieters - 532
19. N. Verdouw - 121
20. K. van der Plas - 108
21. Mark Markusse - 55
22. P.C. den Uil - 100
23. Rinus Houtman - 104
24. J.A. Coster - 27
25. M. Burggraaf - 147
26. W. Nagtegaal - 60
27. M.C. Tanis - 203
28. George van Heukelom - 79
29. B. Stolk - 66
30. A.K. van der Staaij - 137

CDA · PvdA · VVD · D66 · SGP · Groen Links · GPV · RPF · VCN · SP · Humanistische Partij · Milieu Defensie Partij 2000+ · PDS · Realisten Nederland · AWP · Bejaarden Centraal · Vrouwenpartij · Socialistische Minderheden Partij · Centrumdemocraten · De Groenen · PPvO · VMP · SAP · Grote Alliance Partij · Staatkundige Federatie
1918 · 1922 · 1925 · 1929 · 1933 · 1937 · 1946 · 1948 · 1952 · 1956 · 1959 · 1963 · 1967 · 1971 · 1972 · 1977 · 1981 · 1982 · 1986 · 1989 · 1994 · 1998 · 2002 · 2003 · 2006 · 2010 · 2012 · 2017 · 2021 · 2023